# Distrito de Gaya
Gaya (en bihari; गया जिला) es un distrito de India en el estado de Bihar. Código ISO: IN.BR.GA.
Comprende una superficie de 4 978 km².
El centro administrativo es la ciudad de Gaya.

## Demografía
Según censo 2011 contaba con una población total de 2 399 682 habitantes.